# Признак д’Аламбера
При́знак д’Аламбе́ра (или Признак Даламбера) — признак сходимости числовых рядов, установлен Жаном д’Аламбером в 1768 г.
Если для числового ряда
{\displaystyle \sum _{n=0}^{\infty }a_{n}}
существует такое число {\displaystyle q}, {\displaystyle 0<q<1}, что, начиная с некоторого номера, выполняется неравенство
{\displaystyle \left|{\frac {a_{n+1}}{a_{n}}}\right|\leqslant q,}
то данный ряд абсолютно сходится; если же, начиная с некоторого номера
{\displaystyle \left|{\frac {a_{n+1}}{a_{n}}}\right|\geqslant 1},
то ряд расходится.
Если же, начиная с некоторого номера, {\displaystyle \left|{\frac {a_{n+1}}{a_{n}}}\right|<1}, при этом не существует такого {\displaystyle q}, {\displaystyle 0<q<1}, что {\displaystyle \left|{\frac {a_{n+1}}{a_{n}}}\right|\leqslant q} для всех {\displaystyle n}, начиная с некоторого номера, то в этом случае ряд может как сходиться, так и расходиться.

## Признак сходимости д’Аламбера в предельной форме
Если существует предел
{\displaystyle \rho =\lim _{n\to \infty }\left|{\frac {a_{n+1}}{a_{n}}}\right|,}
то рассматриваемый ряд абсолютно сходится если {\displaystyle \rho <1}, а если {\displaystyle \rho >1} — расходится.
Замечание 1. Если {\displaystyle \rho =1}, то признак д′Аламбера не даёт ответа на вопрос о сходимости ряда.
Замечание 2. Если {\displaystyle \rho =1}, и последовательность {\displaystyle \left|{\frac {a_{n+1}}{a_{n}}}\right|} стремится к своему пределу {\displaystyle \rho } сверху, то про ряд всё-таки можно сказать, что он расходится.

## Доказательство
1. Пусть, начиная с некоторого номера {\displaystyle N}, верно неравенство {\displaystyle \left|{\frac {a_{n+1}}{a_{n}}}\right|\leqslant q}, где {\displaystyle 0<q<1}. Тогда можно записать {\displaystyle \left|{\frac {a_{N+1}}{a_{N}}}\right|\leq q}, {\displaystyle \left|{\frac {a_{N+2}}{a_{N+1}}}\right|\leq q}, …, {\displaystyle \left|{\frac {a_{N+n}}{a_{N+n-1}}}\right|\leq q} , и так далее. Перемножив первые n неравенств, получим {\displaystyle \left|{\frac {a_{N+1}}{a_{N}}}\right|\times \left|{\frac {a_{N+2}}{a_{N+1}}}\right|\times ...\times \left|{\frac {a_{N+n}}{a_{N+n-1}}}\right|=\left|{\frac {a_{N+n}}{a_{N}}}\right|\leq {q^{n}}}, откуда {\displaystyle \left|{a_{N+n}}\right|\leq |{a_{N}}|{q^{n}}}. Это означает, что ряд {\displaystyle \left|{a_{N+1}}\right|+\left|{a_{N+2}}\right|+\left|{a_{N+3}}\right|+...} меньше или равен суммы бесконечной убывающей геометрической прогрессии, и поэтому по признаку сравнения он сходится. Полный ряд из модулей тоже сходится, поскольку первые {\displaystyle N-1} членов (последовательности {\displaystyle \{a\}}) роли не играют (их конечное число). Поскольку сходится ряд из модулей, то сходится и сам ряд по признаку абсолютной сходимости. Сходится он при этом абсолютно.
2. Пусть {\displaystyle \left|{\frac {a_{n+1}}{a_{n}}}\right|\geq 1} (начиная с некоторого N): тогда можно записать {\displaystyle \left|{a_{n+1}}\right|\geq \left|{a_{n}}\right|}. Это означает, что модуль членов последовательности {\displaystyle \{a\}} не стремится к нулю на бесконечности, а значит, и сама последовательность {\displaystyle \{a\}} не стремится к нулю. Тогда необходимое условие сходимости любого ряда не выполняется, и ряд поэтому расходится.
3. Пусть {\displaystyle \left|{\frac {a_{n+1}}{a_{n}}}\right|<1}, начиная с некоторого {\displaystyle n=N}. При этом не существует такого {\displaystyle q}, {\displaystyle 0<q<1}, что {\displaystyle \left|{\frac {a_{n+1}}{a_{n}}}\right|\leqslant q} для всех {\displaystyle n}, начиная с некоторого номера {\displaystyle N}. В этом случае ряд может как сходиться, так и расходиться. Например, оба ряда {\displaystyle \sum _{n=1}^{\infty }{\frac {1}{n}}} и {\displaystyle \sum _{n=1}^{\infty }{\frac {1}{n^{2}}}} удовлетворяют этому условию, причём первый ряд (гармонический) расходится, а второй сходится. Действительно, для ряда {\displaystyle \sum _{n=1}^{\infty }{\frac {1}{n}}} верно {\displaystyle \left|{\frac {a_{n+1}}{a_{n}}}\right|={\frac {n}{n+1}}=1-{\frac {1}{n+1}}<1} для любого натурального {\displaystyle n}. В то же время, поскольку {\displaystyle \lim _{n\to \infty }\left|{\frac {a_{n+1}}{a_{n}}}\right|=1}, это означает, что для любого {\displaystyle q}, {\displaystyle 0<q<1} можно подобрать такое число {\displaystyle \varepsilon }, что {\displaystyle 1-\varepsilon >q} , и при этом, начиная с некоторого номера, все члены последовательности {\displaystyle \{b\}}, где {\displaystyle {b_{n}}=\left|{\frac {a_{n+1}}{a_{n}}}\right|}, будут находиться на интервале {\displaystyle (1-\varepsilon ;1)}, то есть {\displaystyle {b_{n}}>q}. А это и означает, что не существует такого {\displaystyle q}, {\displaystyle 0<q<1}, что {\displaystyle \left|{\frac {a_{n+1}}{a_{n}}}\right|\leqslant q} для всех {\displaystyle n>N}. Эти рассуждения можно повторить и для второго ряда.

## Примеры
- Ряд {\displaystyle \sum _{n=1}^{\infty }{\frac {z^{n}}{n!}}} абсолютно сходится для всех комплексных {\displaystyle z}, так как {\displaystyle \lim _{n\to \infty }\left|{\frac {{z^{n+1}}/{(n+1)!}}{{z^{n}}/{n!}}}\right|=\lim _{n\to \infty }{\frac {|z|}{n+1}}=0.}
- Ряд {\displaystyle \sum _{n=0}^{\infty }n!\;z^{n}} расходится при всех {\displaystyle z\neq 0}, так как {\displaystyle \lim _{n\to \infty }\left|{\frac {(n+1)!\;z^{n+1}}{n!\;z^{n}}}\right|=\lim _{n\to \infty }|(n+1)z|=\infty .}
- Если {\displaystyle \rho =1}, то ряд может как сходиться, так и расходиться: оба ряда {\displaystyle \sum _{n=1}^{\infty }{\frac {1}{n}}} и {\displaystyle \sum _{n=1}^{\infty }{\frac {1}{n^{2}}}} удовлетворяют этому условию, причём первый ряд (гармонический) расходится, а второй сходится. Другой пример, для которого нужен признак Раабе: {\displaystyle \sum _{n=1}^{\infty }\left(1-{\frac {\ln n}{n}}\right)^{2n}}